# Fregata petita
La fregata petita (Fregata ariel) és un ocell marí de la família dels fregàtids (Fregatidae). D'hàbits pelàgics, cria sobre arbusts a illes tropicals del Pacífic, Índic i Atlàntic Sud. Al Pacífic algunes illes properes al nord d'Austràlia, Nova Caledònia, Howland, illes de la Línia, Fiji, Tonga, illes de la Societat i Tuamotu; a l'Índic a Aldabra i Comores; a l'Atlàntic a l'arxipèlag de Trindade i Martim Vaz.